# Melitaea variegata
Melitaea variegata är en fjärilsart som beskrevs av Turati 1921. Melitaea variegata ingår i släktet Melitaea och familjen praktfjärilar. Inga underarter finns listade i Catalogue of Life.